# Raymond Bernard Flamenc
Raymond Bernard Flamenc, (écrit parfois Flamench ou Flamengi), dit « Sac de lois » (c.1330-1340 - c.1402), jurisconsulte réputé et grand orateur, conseiller des ducs Louis Ier et Louis II d'Anjou et de la duchesse Marie de Blois, fut actif à la Cour pontificale d'Avignon à la fin du XIVᵉ siècle et chargé de plusieurs missions par les princes angevins, le pape Clément VII ou le roi de France Charles VI.

## Biographie
Raymond Bernard Flamenc est né à Montcuq (Lot, canton de Luzech) d'une famille noble. De bonne heure, il est qualifié de chevalier. Il est attesté comme docteur en droit en 1364, ce qui permet de supposer une date de naissance entre 1330 et 1340. Il est probablement parent (peut-être cousin) de Pierre Flamenc, moine bénédictin, professeur au collège Saint-Benoît de Montpellier, abbé de Saint-Victor de Marseille en 1405, originaire du diocèse de Mende, qu'il croise à plusieurs reprises au cours de sa carrière.
Il apparaît pour la première fois dans l'histoire en 1364, comme intermédiaire du pape Urbain V pour l'acquisition d'une partie du village de Roquevaire destinée à assurer les fonds nécessaires à la fondation pontificale du collège Saint-Benoît de Montpellier. L'année suivante, il est conseiller du roi Jacques III de Majorque, réfugié auprès de la reine Jeanne Ire de Naples qu'il venait d'épouser. Entre 1376 et 1378, il est au service du duc Louis d'Anjou, dont il soutient les revendications à la couronne du royaume de Majorque en raison des droits que lui avait cédés l'héritière de Jacques III, sa sœur Isabelle de Montferrat. Malgré un voyage à travers les royaumes de Navarre, de Castille et de Portugal de janvier à juin 1378 et la rédaction d'un long rapport, les pourparlers n'aboutissent pas. L'année suivante, on le trouve à Montpellier, toujours au service du duc d'Anjou. Les habitants de la ville, révoltés, avaient massacré sept commissaires envoyés pour la perception d'un impôt qui n'avait pas été consenti par les États. Les 24 et 25 janvier 1380, le duc ayant repris possession de la ville, c'est à Raymond Bernard Flamenc que fut confiée la tâche, dans une mise en scène bien orchestrée, de lire d'abord la sentence extrêmement sévère qu'il avait sans doute lui-même rédigée (24 janvier) puis l'acte de rémission et la sentence atténuée consécutive à l'humble supplique des consuls et des habitants (25 janvier).
Le duc d'Anjou ayant été adopté comme héritier par la reine Jeanne de Naples (1380), la carrière de Raymond Bernard Flamenc passe naturellement au service des princes angevins rois de Naples. Lorsqu'on apprend la capture de la reine par son rival Charles de Duras en août 1381, c'est Flamenc qui réussit à convaincre à la fois le duc d'Anjou et le pape d'Avignon, Clément VII, de la nécessité de partir à la conquête du royaume pour libérer la prisonnière. Après la mort de la reine en 1382, puis celle de Louis d'Anjou à Bari en 1384, Raymond Bernard passe au service de sa veuve Marie de Blois (1345-1404) puis de son fils Louis II (1377-1417). Il est nommé au double office de juge mage et de maître rational du comté de Provence, qui échoit à Marie de Blois en même temps que l'héritage napolitain. À ce titre, il aura jusqu'à sa mort vers 1402 la haute main sur l'exercice de la justice aussi bien que sur la gestion des finances publiques. À titre de conseiller de Marie puis de Louis, il demeure très actif dans la délicate gestion des affaires politiques du comté, notamment la soumission des villes révoltées contre la dynastie angevine et demeurées fidèles à Charles de Duras (guerre de l'Union d'Aix, 1382-1388) puis la lutte contre le noble Raymond de Turenne qui ravage le pays entre 1390 et 1399. Au cours de ces années, il accomplit aussi des ambassades, l'une à Prague en 1383, au service de Charles VI, pour tenter de convaincre le roi des Romains Venceslas de se rallier au pape d'Avignon Clément VII, l'autre à Paris en 1392, au service de Clément VII, pour convaincre le roi de France de conclure une alliance avec Jean-Galéas Visconti, duc de Milan, au bénéfice des ambitions italiennes de Louis, duc d'Orléans. Il meurt sans doute peu après 1402, date des derniers actes portant son nom à la Chambre des comptes de Provence, laissant sans doute un fils, Jean Flamenc, dont le destin est inconnu.

## Œuvre
Contrairement à bien des jurisconsultes célèbres de la fin du Moyen Âge, Raymond Bernard Flamenc n'a pas laissé de traité ou de commentaire sur les grands textes juridiques. Son œuvre est essentiellement pratique. À titre de conseiller des princes angevins et du pape d'Avignon, il a prononcé de nombreux discours dont le texte n'a pas été conservé, mais dont l'éloquence a été appréciée, notamment par Jean le Fèvre, évêque de Chartres et chancelier des ducs d'Anjou qui en fait de nombreuses mentions, et en donne parfois de brefs résumés, dans le Journal qu'il tient de 1381 à 1388. Devant les États de Provence réunis à Apt en mai 1385, il prononce un véritable sermon politique sur le thème « Voici que ton roi vient à toi » (Matthieu 21, 5) pour célébrer l'avènement du jeune Louis II d'Anjou au trône de Naples. Le seul discours dont on conserve le texte est celui qu'il prononça devant le roi Venceslas à Prague, le 21 août 1383. On conserve également le texte du long mémoire rédigé par Flamenc à la suite de sa mission de 1378 dans la péninsule ibérique. Les contemporains ont apprécié et redouté tout à la fois sa précision juridique et son habile rhétorique, de même que ses talents de négociateur exercés dans un souci de justice. Michel Pintoin, auteur de la Chronique dite du Religieux de Saint-Denis, dit de lui qu'on le surnommait, pour son savoir, mais aussi par dérision, « sac de lois ». 